# Chery Tiggo 5X
La Chery Tiggo 5X est un modèle de SUV crossover sous-compact produit par le constructeur chinois Chery dans le cadre de la série de crossovers Tiggo. Le modèle a également engendré une variante électrique appelée Chery Tiggo e, et a partagé la plate-forme avec le Cowin Showjet introduit plus tard en 2019.

## Aperçu
Le Chery Tiggo 5x est basé sur le concept-car Chery Concept Beta de 2014.
La production du Tiggo 5X a été lancée sur le marché automobile chinois au second semestre 2017, positionnée entre le sous-compacte Chery Tiggo 3X et le compacte Chery Tiggo 3. Tout comme la position marketing du Tiggo 3X, le Tiggo 5X est la version plus sportive du Tiggo 5 bien qu'il s'agisse d'un modèle complètement différent,.
En Chine, le Tiggo 5X était vendu avec une option de moteur unique, un moteur 4 cylindres en ligne de 1,5 litre. Une variante électrique appelée Tiggo e a également été proposée en Chine équipée d'une batterie de 53,6 kWh et délivrant une autonomie de 401 km, avec la transmission Tiggo e produisant 95 kW (127 ch) de puissance. La vitesse maximale du Tiggo e 2019 est de 160 km/h, avec une accélération de 0 à 50 km/h en 3,9 secondes.

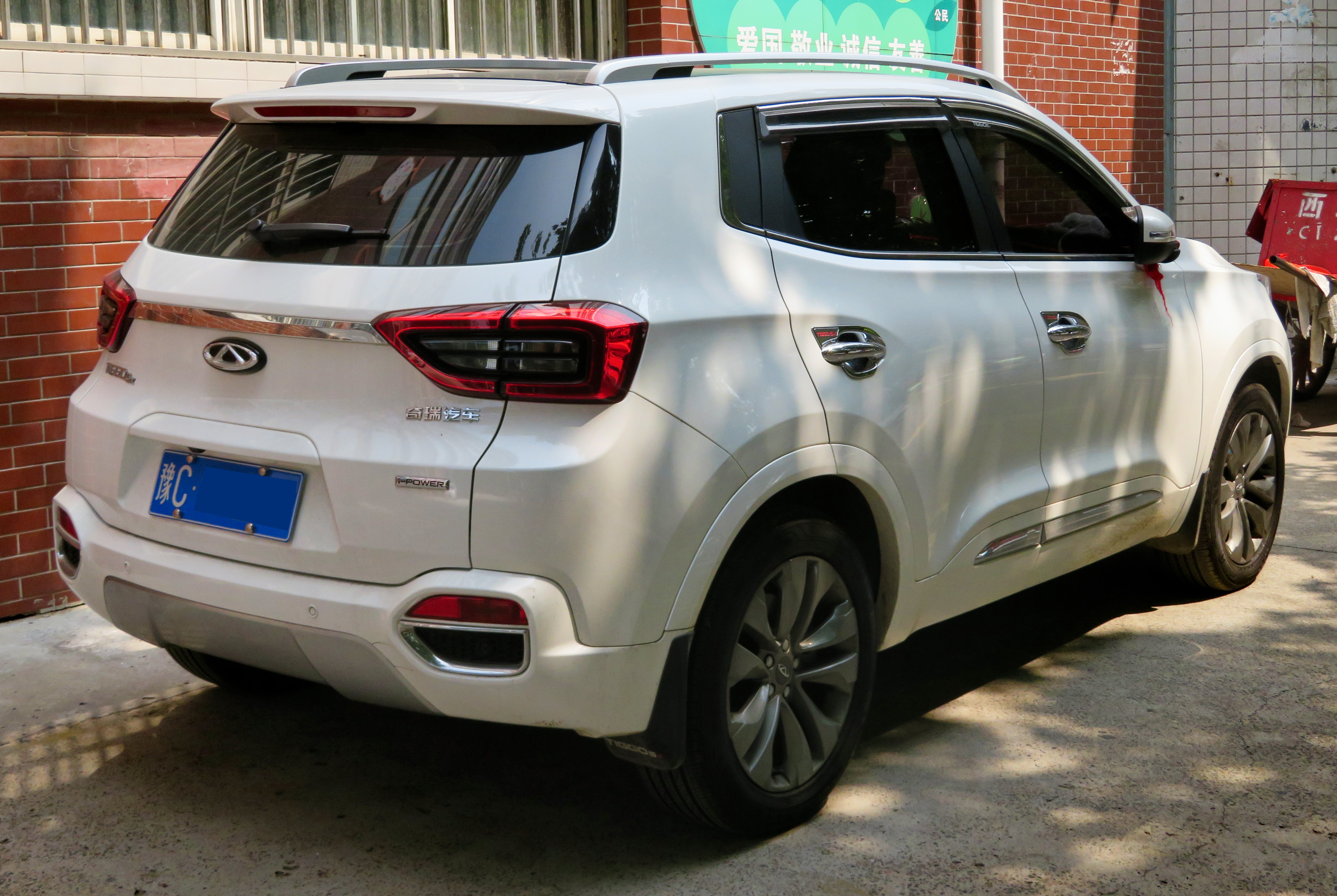
Pré-lifting Chery Tiggo 5X arrière
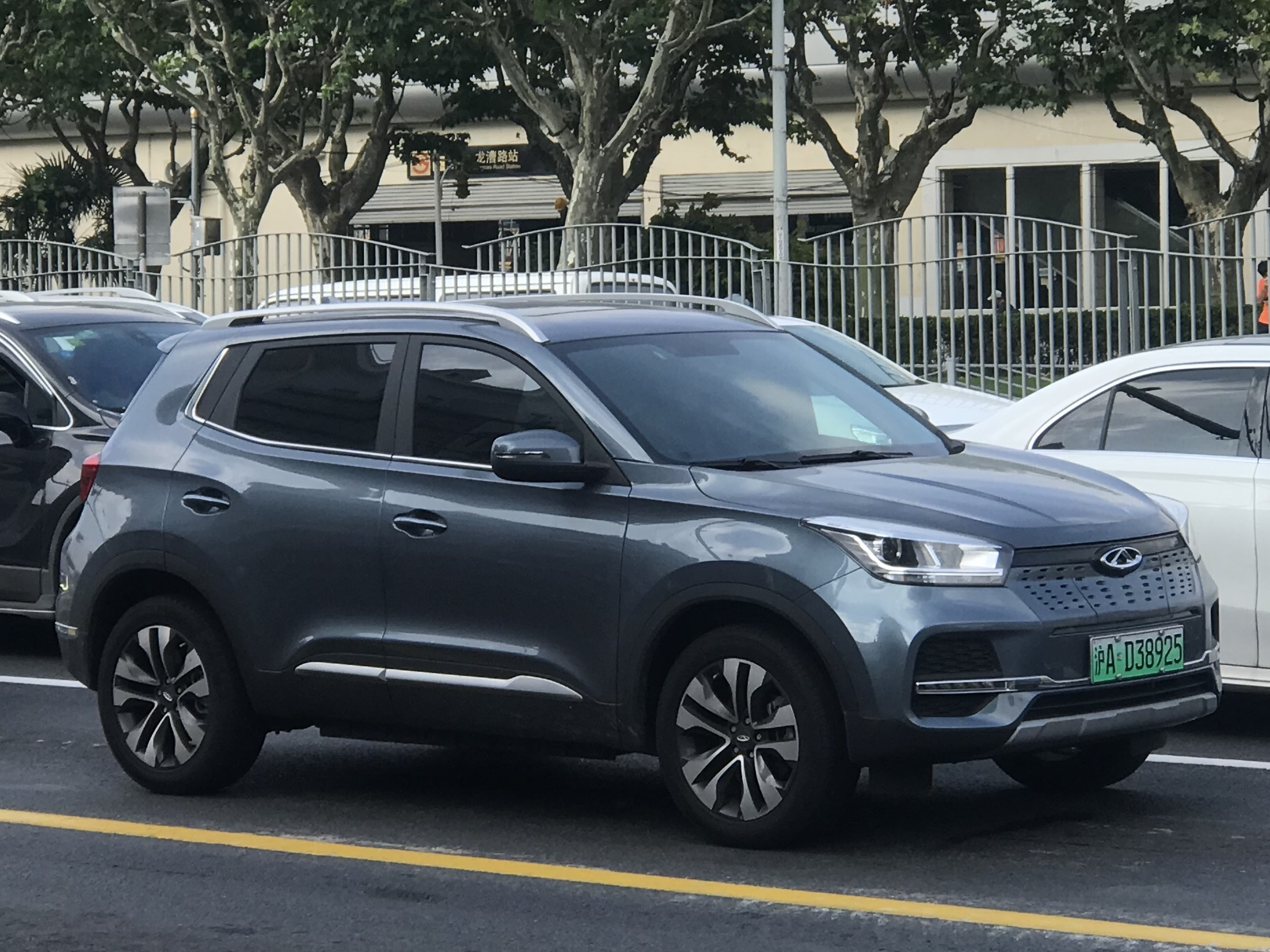
Chery Tiggo e (variante électrique)

Un lifting sur le véhicule a été lancé en 2019 avec des conceptions avant et arrière révisées, l'avant partageant le même avant avec le Chery Tiggo 8. Un autre lifting a été lancé en 2020 avec un nouveau avant mis à jour en ligne avec le Tiggo 7 de deuxième génération.

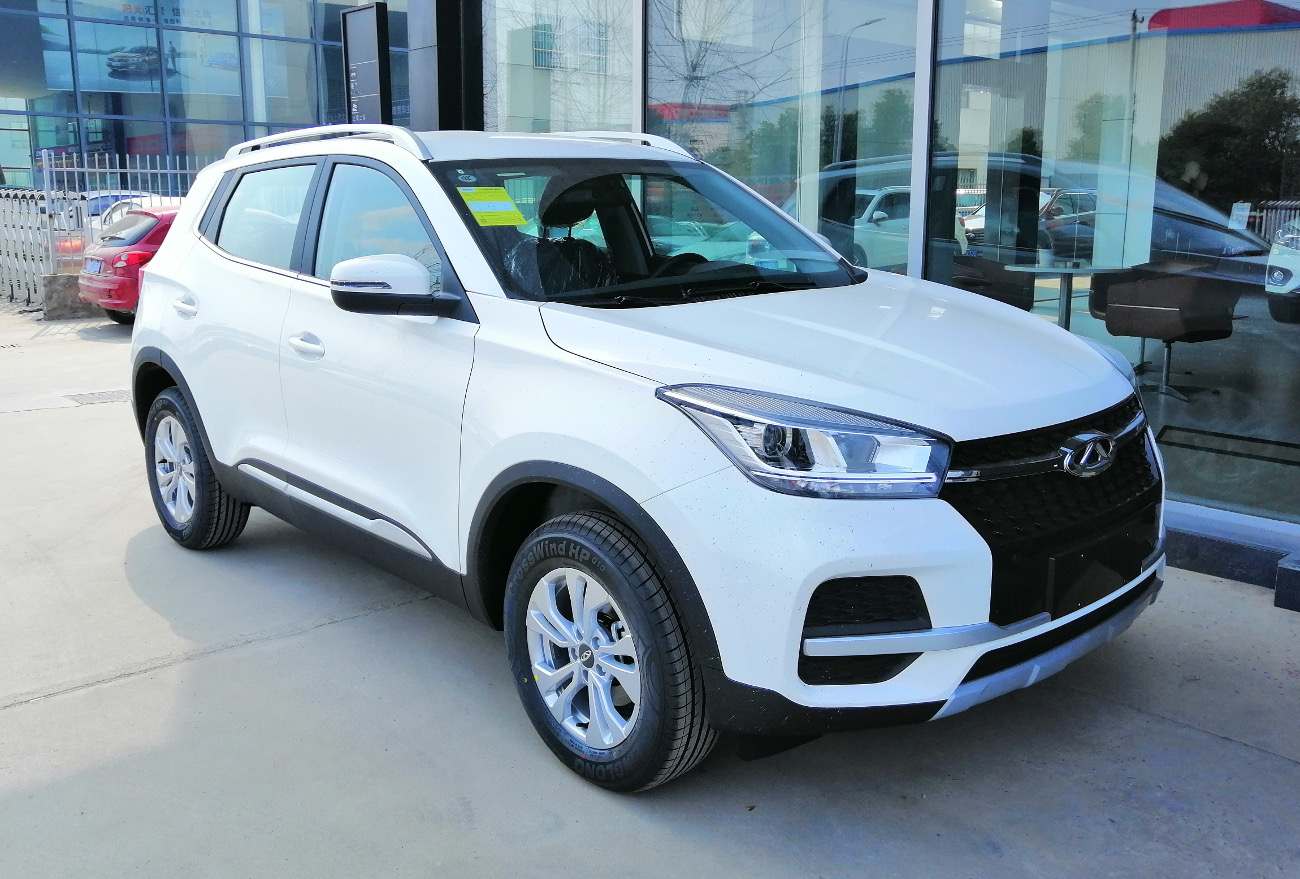
Chery Tiggo 5X de 2019 vue avant
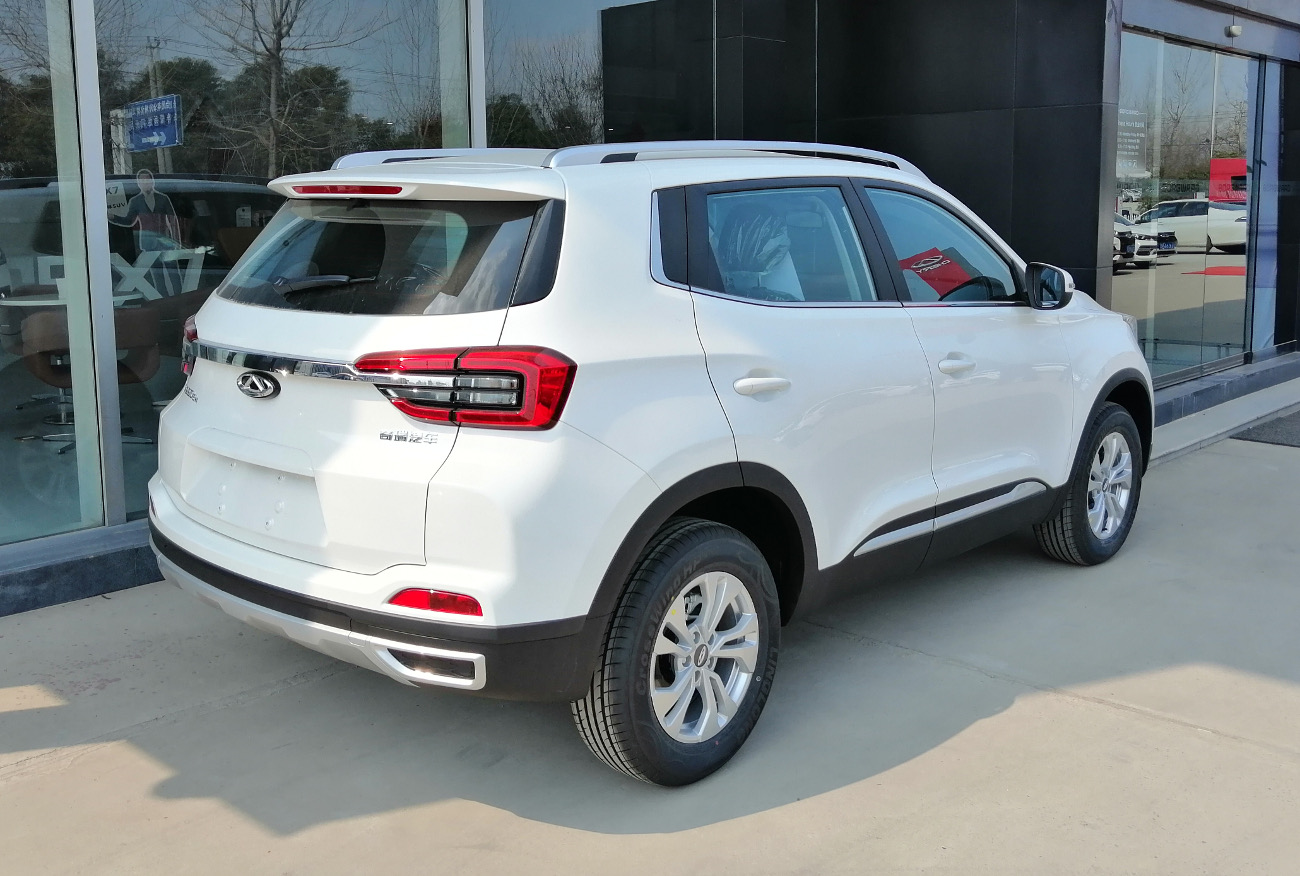
Chery Tiggo 5X de 2019 vue arrière